# Espī Kolā
Espī Kolā (persiska: اسپی كلا) är en ort i Iran.   Den ligger i provinsen Mazandaran, i den norra delen av landet, 110 km nordost om huvudstaden Teheran. Espī Kolā ligger 97 meter över havet och antalet invånare är 670.
Terrängen runt Espī Kolā är platt åt nordost, men åt sydväst är den kuperad. Runt Espī Kolā är det ganska glesbefolkat, med 39 invånare per kvadratkilometer. Närmaste större samhälle är Nūr, 11,7 km nordväst om Espī Kolā. I omgivningarna runt Espī Kolā växer i huvudsak blandskog.